# 370年代

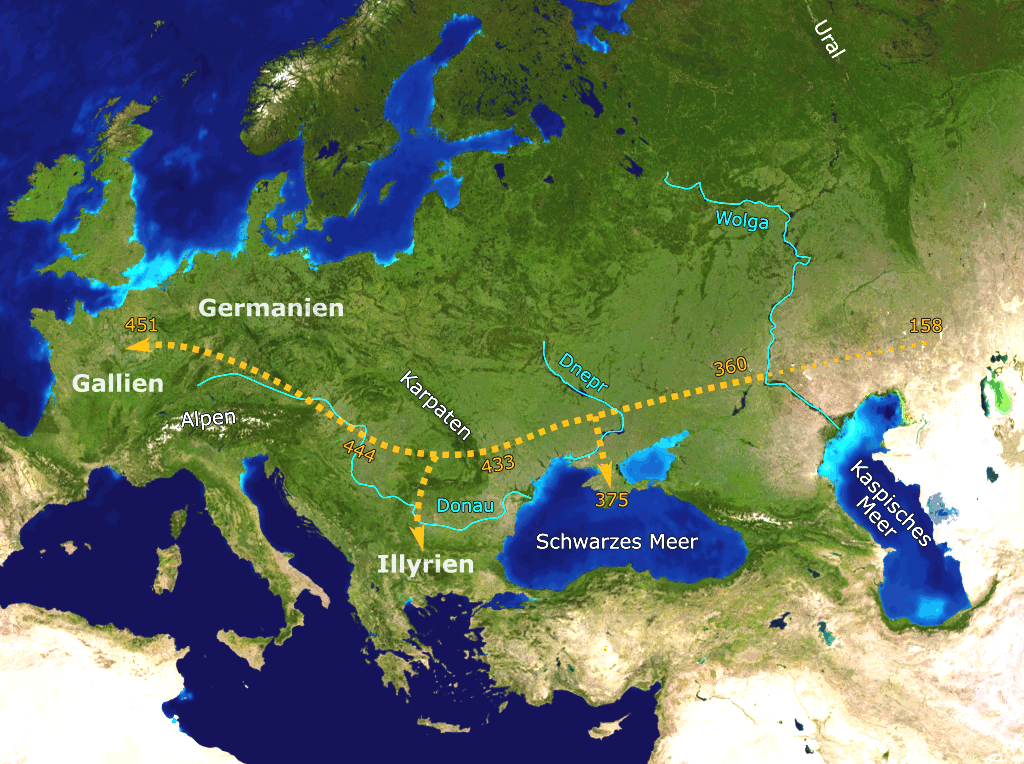
370年代

| 千纪： | 1千纪                                                                                  |
| 世纪： | 3世纪 \| 4世纪 \| 5世纪                                                                |
| 年代： | 340年代 \| 350年代 \| 360年代 \| 370年代 \| 380年代 \| 390年代 \| 400年代              |
| 年份： | 370年 \| 371年 \| 372年 \| 373年 \| 374年 \| 375年 \| 376年 \| 377年 \| 378年 \| 379年 |

## 大事记
- 匈人入侵在欧洲导致民族大迁徙。

## 出生
- 阿卡狄奧斯（377年或378年－408年5月1日），東羅馬皇帝。